# Mette Fliß
Mette Fliß († 17. Juli 1583 in Wernigerode) wurde während der Hexenverfolgung in der Grafschaft Wernigerode (Harz) auf dem Scheiterhaufen gemeinsam mit drei anderen Frauen öffentlich verbrannt.

## Politische Situation in Wernigerode
Nach dem Tod des Grafen Wolfgang zu Stolberg gab es zwischen dessen Brüdern und Kindern zahlreiche Versuche, die verschiedenen stolbergischen Besitzungen zu regieren. Immer wieder wurden untereinander neue Verträge abgeschlossen, die oft nur von kurzer Dauer waren. Eine gewisse Zeit regierten Graf Albrecht Georg zu Stolberg und sein jüngerer Neffe Wolf Ernst zu Stolberg gemeinsam über die stolbergische Grafschaft Wernigerode. Als Albrecht Georg 1587 starb, kam es bis 1588 zu einer erneuten Aufteilung der stolbergischen Besitzungen und 1589 abermals. Erst ab diesem Zeitpunkt war Graf Wolf Ernst alleiniger Regent der Grafschaft Wernigerode.
Um 1580 gab es Streitigkeiten zwischen den Grafen zu Stolberg und Kurfürst August zu Sachsen über Lehnsfragen und ab 1585 wegen Unterstützung für Anna III. zu Stolberg, Äbtissin des Stift Quedlinburg. Im Vorfeld der feierlichen Amtseinführung von Anna wurden ihre anwesenden Verwandten, Graf Albrecht Georg zu Stolberg und Graf Wolf Ernst zu Stolberg, im Auftrag des Kurfürsten von Sachsen im Januar 1585 heimlich aus dem Schloss Quedlinburg entführt und mehrere Wochen auf der Burg Hohnstein inhaftiert.
Auf dem Hintergrund dieser außenpolitischen Auseinandersetzungen könnte die Welle von Hexenprozessen eine innenpolitische Funktion von Machtdemonstration dargestellt haben.

## Hexenprozesswelle
An den Prozess gegen Andreas Meinicke im Jahr 1581 schloss sich eine Hexenprozesswelle an, die bis 1588 dauerte. Ihr fielen zum Opfer:
- 1582 die Niemannsche
- 1583 Catharina Teichgräber
- 1583 Hans Winters (Sohn von Margaretha Schrader aus Quedlinburg, als angebliche Hexe verbrannt)
- 1583 Anna Suprangin
- 1583 Mette Fliß
- 1583 Margaretha Ludwig
- 1583 die 86-jährige Frau Volkmann (Volgmensche)
- 1583 Mitangezeigt waren die Friedrichin und
- 1583 die Jürge (junge) Trümpelmenschin
- 1583 Margarethe Lange (die alte Trümpelmann)
- 1587 wurden drei angebliche Zauberinnen zum Feuertode verurteilt
- 1588 Lüdecke Hock
- 1588 Anna Förster genannt Krimpe (mit dem Schwert hingerichtet)
- 1588 Margarethe Hentzin (Grünrocksche)

## Hexenprozess
Als in der Grafschaft Wernigerode eine Welle der Hexenverfolgung einsetzte, war Mette Fliß aus Drübeck unter den ersten Frauen, die im Zuge eines Kettenprozesses verhaftet wurden. Im Verhör sagte sie aus, dass ein ihr von einer Nachbarin zugewiesener Buhle Lucifer grün bekleidet gewesen sei, einen Kuh- und einen Menschenfuß gehabt habe und ihr erstmals an der Hecke bei Silstedt erschienen sei. Er sei ein schöner jungen Geselle gewesen, der ihr öfters erschienen sei, sie das Wahrsagen aus den Kristallen lehren wollte und sie auch in der Haft heimlich besucht habe.
Noch bevor die Folter angewandt wurde, sagte sie, aus Goldwurz (= Schöllkraut?), so unter den Zäunen wächst, braune Dosten und Kümmel einen heilenden Trank zubereiten zu können. Unter Qualen bekannte sie bei der peinlichen Befragung ihre angebliche Schuld an der Krankheit eines Kindes sowie eines Landsknechtes. Mette Fliß wurde in diesem Prozess wegen Teufelsbuhlschaft zum Feuertod verurteilt und am 17. Juli 1583 zusammen mit drei anderen Frauen hingerichtet.

## Gedenken

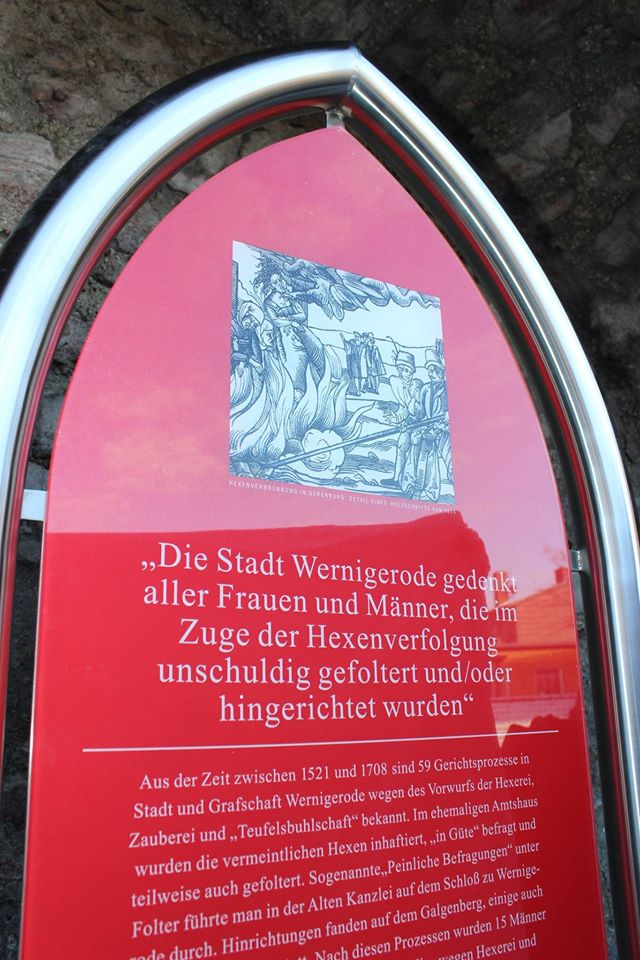
Wernigerode Gedenktafel 2017

Andreas Vogt stellte am 6. April 2011 einen Antrag an den Rat der Stadt Wernigerode, die Opfer der Hexenprozesse aus moralischen und sozialethischen Gründen zu rehabilitieren. Eine Entscheidung des Kulturausschusses und des Stadtrates ist bisher nicht erfolgt. Am 21. Januar 2017 wurde eine Gedenktafel für die Opfer der Hexenprozesse am alten Amtshaus in die historische Stadtmauer eingelassen.